# Twin Engine
Twin Engine Inc. (株式会社ツインエンジン Kabushiki-gaisha Tsuin Enjin?) es una compañía japonesa de producción y planificación de anime establecida en octubre de 2014 por el ex editor ejecutivo de noitaminA de Fuji TV, Kōji Yamamoto.

## Historia
En septiembre de 2014, Kōji Yamamoto dejó Fuji TV después de 14 años de trabajo en la compañía y 10 años como editor ejecutivo en el bloque de programación de anime nocturno noitaminA. Dos meses después, estableció Twin Engine para trabajar en la planificación y producción de anime y también para actuar como una red de estudios de animación, tanto en sociedad como en propiedad.
En noviembre de 2015, Yamamoto estableció Geno Studio con el antiguo personal de Manglobe para completar la película Genocidal Organ, que quedó incompleta debido a la quiebra de Manglobe. En 2016, Twin Engine estableció Twin Engine Digital Animation Studio, que actúa principalmente como un estudio de subcontratación. Meses después, Twin Engine estableció Relation Inc., una empresa que se ocupa principalmente de publicidad; casi al mismo tiempo, Twin Engine también formó el estudio de animación Revoroot.
Aparte de Geno Studio, Revoroot y Studio Colorido, que son subsidiarias de Twin Engine, otros estudios también se han asociado con la compañía, como Science Saru, Wit Studio y Lay-duce, y el CEO de este último también pertenece a la lista de directores de Twin Engine.
Desde su creación, Twin Engine trabajó en anime principalmente con Fuji TV en el bloque de programación noitaminA debido a la relación previa de Yamamoto con la empresa, pero desde 2018, las producciones de Twin Engine no han sido exclusivas del bloque y han comenzado a formar parte de otras estaciones de television.

## Trabajos

### Series de anime
- Kōtetsujō no Kabaneri (2016) (Productor jefe: Kōji Yamamoto)
- Dive!! (2017) (Cooperación en materia de planificación)
- Kokkoku (2018) (Producción)
- Karakuri Circus (2018-19) (Producción)
- Dororo (2019) (Producción)
- Vinland Saga (2019) (Producción)
- Babylon (2019) (Producción)
- Pet (2020) (Producción)[5]
- I-Chu: Halfway Through the Idol (2021) (Producción)
- Star Wars: Visions (2021) (Producción)[6]
- Bucchigire! (2022) (Planificación)
- Jigokuraku (2023) (Cooperación en materia de planificación)
- Shikanoko Nokonoko Koshitantan (2024) (Producción)

### Películas
- Typhoon Noruda (2015) (Productor jefe: Kōji Yamamoto)
- Genocidal Organ (2017) (Productor jefe: Kōji Yamamoto)
- The Night Is Short, Walk On Girl (2017) (Productor jefe: Kōji Yamamoto; Cooperación en planificación)
- Lu over the Wall (2017) (Productor jefe: Kōji Yamamoto; Cooperación en planificación)
- Penguin Highway (2018) (Productor jefe: Kōji Yamamoto; Cooperación en planificación)[7]
- Amor de gata (2020)
- Hogar a la deriva (2022)
- Mi querida oni (2024)